# Гринлиф (телесериал)
«Гринлиф» (англ. Greenleaf) — американский драматический телесериал, созданный Крейгом Райтом, который продюсируется Опрой Уинфри и Lionsgate Television. В центре сюжета находится недобросовестная семья Гринлиф и их мегацерковь в Мемфисе, штат Теннеси, где скандальные секреты и ложь также нескончаемы, как и верующие. Кит Дэвид и Линн Уитфилд исполняют роли пастора и его злобной жены, а Мерл Дэндридж - ведущую роль одной из дочерей, которая возвращается в семейный дом после того, как её старшая сестра таинственно погибла. Сериал транслируется на Oprah Winfrey Network начиная с 21 июня 2016 года.

## Производство

### Разработка
30 июля 2015 года было объявлено, что Опра Уинфри и её Oprah Winfrey Network заказал производство сериала «Гринлиф» об афро-американской династии Гринлифов и их мегацеркови в Мемфисе, штат Теннесси. Сериал был создан драматургом Крейгом Райтом, который ранее работал над «Остаться в живых» и «Клиент всегда мёртв», а также выступил одним из авторов «Тиран». Уинфри в свою очередь является исполнительным продюсером сериала, производством которого занялась компания Lionsgate Television. «Гринлиф» является вторым оригинальным драматическим сериалом канала после «Королева сахарных плантаций» Авы Дюверней, не считая посредственные мыльные оперы Тайлера Перри («Имущие и неимущие» и «Если любить тебя неправильно»). Первый сезон состоит из тринадцати эпизодов, производство которых стартовало в октябре 2015 года в Атланте, Джорджия. Режиссёром пилотного эпизода выступил Клемент Вирго, ранее снявший мини-сериал «Книга негров».

### Кастинг
Кастинг на регулярные роли начался в августе 2015 года. 24 августа 2015 года, было объявлено, что Линн Уитфилд, Мерл Дэнбридж и Дезире Росс стали первыми актёрами, утверждённым в проект. Лауреат премии «Эмми», Уитфилд, будет играть Леди Мэй Гринлиф, матриарха семейства, стальную и жадную до власти и денег жену епископа. Дэнбридж играет её отчуждённую дочь, которая возвращается в семью вместе со своей дочерью-подростком (Росс), спустя двадцать лет вдали от дома 3 сентября было объявлено, что Кит Дэвид будет играть ведущую роль епископа и главы семейства. На следующий день Тай Уайт получил роль мужа одной из дочерей епископа. 9 сентября Ламман Ракер, Ким Хоторн и Дебора Джой Винанс получили три последние регулярные роли. Ракер играет старшего сына епископа, а Хоторн — его манипулятивную жену. Винанс играет младшую дочь, которая также является епископом. 24 сентября было объявлено, что Опра Уинфри также будет задействована в шоу, играя роль сестры Леди Мэй. 20 ноября Анна Диоп получила периодическую роль учителя, а три дня спустя было объявлено, что Терри Джей Вон будет играть главную экономку семейства.

## Актёры и персонажи

### Основной состав
- Кит Дэвид в роли Епископа Джеймса Гринлифа
- Линн Уитфилд в роли Леди Мэй Гринлиф
- Мерл Дэндридж в роли Грейс Гринлиф
- Ким Хоторн в роли Кирисс Гринлиф
- Ламман Ракер в роли Джейкоба Гринлифа
- Дебора Джой Винанс в роли Черити Гринлиф-Саттерли
- Тай Уайт в роли Кевина Саттерли
- Дезире Росс в роли Софии Гринлиф

### Второстепенный состав
- Опра Уинфри в роли Мэвис Макриди
- Грегори Алан Уильямс в роли Роберта Макриди
- Терри Джей Вон в роли Мелисс
- Анна Диоп в роли Изабель
- Лови Симон в роли Зоры Гринлиф